# Live ’99 (trasa koncertowa)
Live ’99 – trasa koncertowa piosenkarki Edyty Górniak. Trasa rozpoczęła się 8 kwietnia 1999, w Teatrze Muzycznym w Gdyni i obejmowała 11 koncertów w 11 miastach. Tournée zakończyło się 4 maja 1999 roku, koncertem w Sali Kongresowej Pałacu Kultury i Nauki w Warszawie. Efektem trasy jest wydany 25 września 1999 roku album Live ’99.

## Zespół
- produkcja muzyczna: Edyta Górniak i Adam Sztaba
- kierownictwo muzyczne: Adam Sztaba
- instrumenty klawiszowe: Adam Sztaba
- programowanie: Adam Sztaba
- gitary: Jacek Królik
- gitara basowa: Piotr Żaczek
- perkusja: Michał Dąbrówka
- chórek: Ania Szarmach, Kasia Cerekwicka, Krzysztof Pietrzak
- obsługa techniczna zespołu: Adam Swędera, Arkadiusz Wielgosik
- dźwięk: Remigiusz Białas
- obsługa techniczna nagłośnienia: Cezary Górka, Jacek Urynek, Krzysztof Trzaskorna
- światło: Andrzej Groda
- obsługa techniczna oświetlenia: Dariusz Samsel, Tomasz Szwelicki
- scenografia: Magdalena Kujszczyk
- kostiumy: Edyta Górniak i Grzegorz Bloch
- zdjęcia: Christian Ammann, Dariusz Kawka
- projekt graficzny: Krzyś Koszewski FOQUS
- produkcja koncertu: Edyta Górniak

Utwory zarejestrowane na płycie Live ’99 pochodzą z koncertów w Krakowie, w Teatrze im. J. Słowackiego, wykonanym 30 kwietnia 1999 oraz w Warszawie, w Sali Kongresowej PKiN, dnia 4 maja 1999.
- rejestracja koncertów: Jacek Mastykarz
- realizacja, mix i mastering płyty: Tadeusz Mieczkowski, Piotr Madziar

## Koncerty
- 8 kwietnia (Teatr Muzyczny) – Gdynia
- 9 kwietnia (Teatr Wybrzeże) – Gdańsk
- 11 kwietnia (Aula Uniwersytetu im. Adama Mickiewicza) – Poznań
- 15 kwietnia (Teatr Wielki) – Łódź
- 19 kwietnia (Pałac Kultury) – Dąbrowa Górnicza
- 20 kwietnia (Centrum Kultury) – Kielce
- 23 kwietnia (Teatr Polski) – Wrocław
- 24 kwietnia (Dom Muzyki i Tańca) – Zabrze
- 26 kwietnia (Teatr im. J. Kochanowskiego) – Opole
- 30 kwietnia (Teatr im. J. Słowackiego) – Kraków
- 4 maja (Sala Kongresowa) – Warszawa

## Lista utworów
1. Intro
2. Perfect Moment
3. When You Come Back To Me
4. Dotyk
5. Będę śniła
6. Szczęśliwej drogi już czas
7. That's the way I feel about you
8. The Day I Get Over You
9. Stop
10. Linger
11. Miles and Miles Away
12. Jestem kobietą
13. I Don't Know What's On Your Mind
14. One & one
15. Hunting High and Low
16. To nie ja
17. Anything
18. Dziś prawdziwych Cyganów już nie ma
19. Gone
20. Utwory na bis